# Charlotte Caffey
Charlotte Irene Caffey (née le 21 octobre 1953 à Santa Monica en Californie) est une auteure compositrice de rock. Elle est surtout connue pour être la guitariste du groupe The Go-Go's.

## Biographie
Excellente pianiste, elle se convertit à la guitare électrique lorsqu'elle se lance dans la scène musicale punk de Los Angeles dans la seconde moitié des années 1970. Elle intègre un premier groupe (The Eyes) puis rapidement  The Go-Go's, groupe dans lequel son véritable talent d'auteure-compositrice se révèle. Elle est la membre la plus âgée du groupe. Elle écrit la plupart des premiers succès, soit seule (We Got The Beat, Fading Fast), soit avec la guitariste rythmique du groupe Jane Wiedlin.
De sérieux problèmes d'addiction aux drogues dures, qu'elle réussit à cacher au groupe jusqu'en 1985, inhibent ses capacités d'écriture et le groupe est contraint de demander à Jane Wiedlin d'écrire la majorité des titres du dernier des trois albums de la première époque du groupe (entre 1981 et 1984). Le groupe se sépare après de fortes tensions apparues dès fin 1981 lorsque les autres membres découvrent que Charlotte et Jane gagnent beaucoup plus d'argent en raison de leur statut d'auteures-compositrices. 
Le groupe se sépare en 1985 et Charlotte, définitivement débarrassée de ses addictions, ne réussit pas à se remettre en selle musicalement. C'est Belinda Carlisle, qui vient de débuter une carrière solo, qui vient à sa rescousse en lui proposant d'écrire quelques titres de son premier album solo mais également de participer à sa tournée mondiale. Charlotte précisera plus tard que Belinda lui a sauvé la vie à ce moment-là car elle se sentait complètement perdue. Dès lors, les deux amies sont restées proches et Charlotte contribue régulièrement à l'écriture et à la production des albums solos de Belinda.
Entre 1988 et 1992, elle monte son propre groupe The Graces (en) avec Meredith Brooks et Gia Ciambotti. Le groupe n'obtient qu'un succès relatif avec un seul hit (Lay Down Your Arms).
Charlotte Caffey a co-écrit le livre, la musique et les paroles de l'opéra rock "Lovelace: A Rock Musical" avec Anna Waronker. Celle-ci a été présentée au public au Théatre Hayworth de Los Angeles en 2008 et a également été jouée au Royaume-Uni au "Edinburgh Festival Fringe" en août 2010. Un certain nombre des chansons ont été réutilisées en 2018 dans une autre comédie musicale "Head Over Heels" à Broadway, sur une histoire suggérée par Arcadia de Philip Sidney et basée sur les chansons des Go-Go's ainsi que de la carrière solo de Belinda Carlisle.
Toujours restée proche de Belinda Carlisle, elle a permis la reformation des Go-Go's à plusieurs reprises depuis 1990, soit pour des tournées, des concerts caritatifs, de nouveaux titres (inclus dans la compilation "Return To The Valley Of The Go-Go's"), un nouvel album "God Bless The Go-Go's" en 2001 et enfin un nouveau single "Club Zero" en 2020. Charlotte Caffey participe activement à tous ces projets.
En raison d'un syndrome du canal carpien invalidant contracté dès l'âge de 25 ans, son jeu de guitare peut ne pas paraître spectaculaire mais les solos et harmonies qu'elle crée font partie intégrante du son caractéristique du groupe.

## Vie personnelle
Elle a grandi à Glendale en Californie et est diplômée de l'Immaculate Heart College. Elle est également dans "Ze Malibu Kids" avec son mari, le chanteur et guitariste de "Redd Kross" Jeff McDonald. Leur enfant unique, Astrid McDonald, née en 1995 est chanteuse et mannequin.
Elle est la troisième des treize enfants nés d'Ann (née Gorey) et de Michael Caffey (mort en 2017), un réalisateur d'épisodes de séries télévisées américain bien connu et toujours demandé du milieu des années 1960 aux années 1990 (The Virginian, Dukes de Hazzard, Barnaby Jones, MacGyver, CHiPs, TJ Hooker).